# Grand Prix-wegrace der Naties 1983
De Grand Prix-wegrace der Naties 1983 was derde Grand Prix van wereldkampioenschap wegrace voor motorfietsen in het seizoen 1983. De races werden verreden op 24 april 1983 op het Autodromo Nazionale di Monza nabij Monza.

## Algemeen
De Italiaanse Grand Prix trok slechts 20.000 toeschouwers. Dat was te wijten aan de hopeloos verouderde en vervallen tribunes die bovendien slechts weinig uitzicht op de baan boden. De Italianen kwamen dan ook liever naar de trainingen kijken om op de racedag voor de TV te gaan zitten. De warm-up in de ochtend moest op een natte baan worden gereden, maar tijdens de races was het vrijwel droog. De overmacht van de Amerikanen in de 500cc-klasse manifesteerde zich voor het eerst in deze Grand Prix met een volledig Amerikaans podium. 

## 500cc-klasse
Gallina had Franco Uncini al tijdens de 200 mijl van Imola laten experimenteren met een Suzuki XR 40 Gamma 3 frame uit 1982 met een Suzuki XR 40 Gamma 4-blok uit 1983 en liet hem daar ook mee starten. De andere Suzuki-rijders kregen nieuwe frames uit Japan. Voor Randy Mamola leek dat goed uit te pakken. Hij kwam na de eerste ronde door aan de leiding van een groep met Freddie Spencer, Ron Haslam, Marco Lucchinelli, Takazumi Katayama, Kenny Roberts, Raymond Roche en Franco Uncini. Mamola, Spencer, Roberts en Haslam maakten zich los en in de derde ronde nam Roberts de leiding over. Halverwege de race begon Roberts een seconde per ronde uit te lopen. Bij het passeren van een achterblijver maakte hij echter een beoordelingsfout waardoor hij in het gras terechtkwam. Dat wierp hem terug naar de vierde plaats, maar in de laatste ronde viel hij stil met een lege tank. Spencer had de dodelijk vermoeide Mamola achter zich gelaten en won de race. Ron Haslam blies in de laatste ronde zijn motor op terwijl hij op een zekere derde plaats lag. Daardoor werd het podium volledig Amerikaans, want Eddie Lawson nam zijn podiumplaats over. 

### Uitslag 500cc-klasse
| Pos | Coureur             | Merk              | Tijd      | Grid | Punten |
| --- | ------------------- | ----------------- | --------- | ---- | ------ |
| 1   | Freddie Spencer     | HRC-Honda         | 45:46.570 | 2    | 15     |
| 2   | Randy Mamola        | HB-Suzuki         | +7.660    | 3    | 12     |
| 3   | Eddie Lawson        | Marlboro-Yamaha   | +17.750   | 6    | 10     |
| 4   | Franco Uncini       | HB-Gallina-Suzuki | +24.380   | 4    | 8      |
| 5   | Takazumi Katayama   | HRC-Honda         | +33.730   | 10   | 6      |
| 6   | Raymond Roche       | Honda             | +42.810   | 8    | 5      |
| 7   | Marc Fontan         | Sonauto-Yamaha    | +1:16.300 | 12   | 4      |
| 8   | Sergio Pellandini   | Suzuki            | +1:21.860 | 9    | 3      |
| 9   | Barry Sheene        | Suzuki            | +1:28.230 | 11   | 2      |
| 10  | Marco Lucchinelli   | HRC-Honda         | +1:33.180 | 5    | 1      |
| 11  | Virginio Ferrari    | Cagiva            | +1:41.530 | 24   |        |
| 12  | Walter Migliorati   | Suzuki            | +1:41.590 | 14   |        |
| 13  | Gustav Reiner       | Suzuki            | +1:47.950 | 18   |        |
| 14  | Peter Sjöström      | Suzuki            | +1:48.330 | 34   |        |
| 15  | Steve Parrish       | Yamaha            | +1 ronde  | 27   |        |
| 16  | Marco Papa          | Suzuki            | +1 ronde  | 19   |        |
| 17  | Wolfgang von Muralt | Suzuki            | +1 ronde  | 28   |        |
| 18  | Marco Greco         | Suzuki            | +1 ronde  | 31   |        |
| 19  | Lorenzo Ghiselli    | Suzuki            | +1 ronde  | 23   |        |
| 20  | Paolo Ferretti      | Suzuki            | +1 ronde  | 22   |        |
| 21  | Andreas Hofmann     | Suzuki            | +1 ronde  | 33   |        |
| 22  | Leandro Becheroni   | Suzuki            | +1 ronde  | 15   |        |
| 23  | Corrado Tuzii       | Honda             | +1 ronde  | 36   |        |
| 24  | Christophe Guyot    | Suzuki            | +1 ronde  | 21   |        |
| 25  | Franz Kaserer       | Suzuki            | +2 ronden | 38   |        |
| 26  | Peter Huber         | Suzuki            | +4 ronden | 35   |        |
| DNF | Kenny Roberts       | Marlboro-Yamaha   | Brandstof | 1    |        |
| DNF | Ron Haslam          | HRC-Honda         | Motor     | 7    |        |
| DNF | Giovanni Pelletier  | Honda             |           | 16   |        |
| DNF | Ernst Gschwender    | Suzuki            |           | 26   |        |
| DNF | Dave Dean           | Suzuki            |           | 30   |        |
| DNF | Boet van Dulmen     | Suzuki            | Motor     | 25   |        |
| DNF | Alain Röthlisberger | Yamaha            |           | 32   |        |
| DNF | Keith Huewen        | Suzuki            |           | 17   |        |
| DNF | Jack Middelburg     | Honda             | Motor     | 13   |        |
| DNF | Philippe Coulon     | Suzuki            |           | 20   |        |
| DNF | Didier de Radiguès  | Honda             |           | 29   |        |
| DNQ | Jon Ekerold         | Cagiva            |           |      |        |
| DNQ | Toni Mang           | HB-Suzuki         | Blessure  |      |        |
| DNQ | Loris Reggiani      | HB-Gallina-Suzuki | Blessure  |      |        |

### Top tien tussenstand 500cc-klasse
| Pos. | Coureur           | Merk              | Ptn. |
| ---- | ----------------- | ----------------- | ---- |
| 1    | Freddie Spencer   | HRC-Honda         | 45   |
| 2    | Kenny Roberts     | Marlboro-Yamaha   | 20   |
| 2    | Ron Haslam        | HRC-Honda         | 20   |
| 4    | Randy Mamola      | HB-Suzuki         | 18   |
| 5    | Marc Fontan       | Sonauto-Yamaha    | 17   |
| 6    | Marco Lucchinelli | HRC-Honda         | 15   |
| 7    | Franco Uncini     | HB-Gallina-Suzuki | 13   |
| 7    | Eddie Lawson      | Marlboro-Yamaha   | 13   |
| 9    | Raymond Roche     | Honda             | 9    |
| 10   | Barry Sheene      | Suzuki            | 7    |

## 250cc-klasse
Opnieuw was de 250cc-race de spannendste van de dag. Dat begon eigenlijk al in de trainingen, met de eerste acht binnen 0,6 seconde en de eerste twintig binnen 2 seconden. Carlos Lavado nam de leiding na de start, gevolgd door Patrick Fernandez, maar ze werden allebei gepasseerd door twee Rotax-rijders (Manfred Herweh en Sito Pons) en Lavado's stalgenoot Iván Palazzese. De Bartol van Fernandez verloor vermogen en hij moest de andere vier laten gaan. Uiteindelijk reed Pons samen met Palazzese aan de leiding, gevolgd door Lavado en Wimmer. Pons viel echter en Palazzese kon hem niet meer ontwijken, waardoor de overwinning in de schoot van Lavado geworpen werd. Thierry Espié werd tweede en Wimmer derde. Palazzese kon zijn motor nog oprapen en werd uiteindelijk achtste. 

### Uitslag 250cc-klasse
| Pos. | Coureur              | Merk              | Tijd      | Grid | Punten |
| ---- | -------------------- | ----------------- | --------- | ---- | ------ |
| 1    | Carlos Lavado        | Venemotos-Yamaha  | 41:02.190 | 9    | 15     |
| 2    | Thierry Espié        | Chevallier-Yamaha | +14.330   |      | 12     |
| 3    | Manfred Herweh       | Real-Rotax        | +16.290   |      | 10     |
| 4    | Martin Wimmer        | Mitsui-Yamaha     | +17.170   | 8    | 8      |
| 5    | Jacques Cornu        | Hostettler-Yamaha | +17.330   | 6    | 6      |
| 6    | Hervé Guilleux       | Kawasaki          | +18.190   |      | 5      |
| 7    | Thierry Rapicault    | Sonauto-Yamaha    | +20.580   |      | 4      |
| 8    | Iván Palazzese       | Venemotos-Yamaha  | +32.520   | 3    | 3      |
| 9    | Dider de Radiguès    | Chevallier-Yamaha | +37.410   |      | 2      |
| 10   | Jean-François Baldé  | Chevallier-Yamaha | +37.890   | 5    | 1      |
| 11   | Reinhold Roth        | Fath-Yamaha       | +38.000   |      |        |
| 12   | Bruno Lüscher        | Yamaha            | +47.590   |      |        |
| 13   | Tony Head            | Armstrong-Rotax   | +47.630   |      |        |
| 14   | Harald Eckl          | Yamaha            | +47.850   |      |        |
| 15   | Maurizio Vitali      | MBA               | +1:04.340 | 4    |        |
| 16   | Graham Young         | EMC               | +1:04.480 |      |        |
| 17   | Karl-Thomas Grässel  | Yamaha            | +1:04.920 |      |        |
| 18   | Edwin Weibel         | Yamaha            | +1:59.110 |      |        |
| DNF  | Patrick Fernandez    | Bimota-Bartol     | Ketting   | 1    |        |
| DNF  | Christian Sarron     | Sonauto-Yamaha    | Val       | 2    |        |
| DNF  | Christian Estrosi    | Pernod            | Val       | 4    |        |
| DNF  | Alan Carter          | Mitsui-Yamaha     | Val       |      |        |
| DNF  | Massimo Matteoni     | Yamaha            |           | 7    |        |
| DNF  | Didier de Radiguès   | Chevallier-Yamaha |           | 10   |        |
| DNF  | Sito Pons            | JJ Cobas-Rotax    | Val       |      |        |
| DNF  | Jean-Louis Tournadre | Sonauto-Yamaha    |           |      |        |
| DNF  | Roland Freymond      | Armstrong-Rotax   |           |      |        |
| DNF  | Massimo Broccoli     | Yamaha            |           |      |        |

### Top tien tussenstand 250cc-klasse
| Pos. | Coureur             | Merk              | Ptn. |
| ---- | ------------------- | ----------------- | ---- |
| 1    | Jacques Cornu       | Hostettler-Yamaha | 24   |
| 2    | Didier de Radiguès  | Chevallier-Yamaha | 22   |
| 3    | Carlos Lavado       | Venemotos-Yamaha  | 19   |
| 4    | Jean-François Baldé | Chevallier-Yamaha | 16   |
| 4    | Thierry Rapicault   | Sonauto-Yamaha    | 16   |
| 6    | Hervé Guilleux      | Kawasaki          | 15   |
| 6    | Alan Carter         | Mitsui-Yamaha     | 15   |
| 6    | Manfred Herweh      | Real-Rotax        | 15   |
| 9    | Thierry Espié       | Chevallier-Yamaha | 14   |
| 10   | Patrick Fernandez   | Bimota-Bartol     | 13   |

## 125cc-klasse
De Garelli-rijders Ángel Nieto en Eugenio Lazzarini duldden korte tijd Pier Paolo Bianchi, Maurizio Vitali en Ezio Gianola in hun buurt, maar toen ze eenmaal gas gaven gingen ze er samen vandoor. Vitali viel uit door een vastloper, waardoor Bianchi eenvoudig naar de derde plaats leek te rijden. Hij viel echter kort voor het einde waardoor Gianola vlak voor Ricardo Tormo derde werd. In de laatste ronde verbeterde Nieto het ronderecord met ruim drie seconden, waardoor hij ruim voor Lazzarini won. 

### Uitslag 125cc-klasse
| Pos | Coureur               | Merk      | Tijd      | Grid | Punten |
| --- | --------------------- | --------- | --------- | ---- | ------ |
| 1   | Ángel Nieto           | Garelli   | 39:01.890 | 1    | 15     |
| 2   | Eugenio Lazzarini     | Garelli   | +4.090    | 3    | 12     |
| 3   | Ezio Gianola          | MBA       | +21.320   | 6    | 10     |
| 4   | Ricardo Tormo         | MBA       | +22.870   |      | 8      |
| 5   | Bruno Kneubühler      | MBA       | +35.290   | 9    | 6      |
| 6   | Libero Piccirillo     | MBA       | +36.180   | 8    | 5      |
| 7   | Fausto Gresini        | MBA       | +36.360   |      | 4      |
| 8   | Stefano Caracchi      | MBA       | +36.730   |      | 3      |
| 9   | Jean-Claude Selini    | MBA       | +36.870   | 5    | 2      |
| 10  | Pierluigi Aldrovandi  | MBA       | +46.550   |      | 1      |
| 11  | Lucio Pietroniro      | MBA       | +46.650   |      |        |
| 12  | Gerhard Waibel        | Seel-MBA  | +46.730   |      |        |
| 13  | Miguel Gonzales       | MBA       | +1:12.270 |      |        |
| 14  | Paul Bordes           | MBA       | +1:14.220 |      |        |
| 15  | Erich Klein           | MBA       | +1:14.460 |      |        |
| 16  | Willy Pérez           | MBA       | +1:15.440 |      |        |
| 17  | Johnny Wickström      | MBA       | +1:29.040 |      |        |
| 18  | Domenico Brigaglia    | MBA       | +1:38.320 |      |        |
| 19  | Henk van Kessel       | MBA       | +1:38.320 | 18   |        |
| 20  | Esa Kytölä            | MBA       | +2:09.600 |      |        |
| 21  | Anton Straver         | MBA       | +3:00.920 | 12   |        |
| 22  | Jacky Hutteau         | MBA       | +1 ronde  |      |        |
| 23  | Andreas Sanches-Marin | MBA       |           |      |        |
| 24  | Per-Edvard Carlsson   | MBA       |           |      |        |
| 25  | Janez Pintar          | MBA       |           |      |        |
| DNF | Hans Spaan            | MBA       |           | 37   |        |
| DNF | Pier Paolo Bianchi    | Sanvenero | Val       | 2    |        |
| DNF | August Auinger        | MBA       |           | 7    |        |
| DNF | Hans Müller           | Seel-MBA  |           |      |        |
| DNF | Maurizio Vitali       | MBA       | Vastloper |      |        |

### Top tien tussenstand 125cc-klasse
| Pos. | Coureur                | Merk    | Ptn. |
| ---- | ---------------------- | ------- | ---- |
| 1    | Ricardo Tormo          | MBA     | 23   |
| 2    | Ángel Nieto            | Garelli | 15   |
| 3    | Jean-Claude Selini     | MBA     | 14   |
| 4    | Eugenio Lazzarini      | Garelli | 12   |
| 5    | Bruno Kneubühler       | MBA     | 10   |
| 5    | Ezio Gianola           | MBA     | 10   |
| 5    | Maurizio Vitali        | MBA     | 10   |
| 8    | Johnny Wickström       | MBA     | 8    |
| 9    | Thomas Møller-Pedersen | MBA     | 6    |
| 10   | Jikka Jaakkola         | MBA     | 5    |
| 10   | Libero Piccirillo      | MBA     | 5    |

## 50cc-klasse
De twee snelsten in de training, Stefan Dörflinger en Eugenio Lazzarini, gingen er na de start van de 50cc-race meteen samen vandoor. In de vierde ronde moest Dörflinger in de pit zijn lekke achterband laten vervangen, waardoor Lazzarini het rijk alleen kreeg. Claudio Lusuardi reed alleen op de tweede plaats, gevolgd door George Looijesteijn. Een paar seconden achter hem werd er gevochten om de vierde plaats tussen Reiner Scheidauer, Hans Spaan en Hagen Klein. Dörflinger verloor ruim 2 minuten in de pit, wist zich terug te vechten naar de elfde plaats, maar dat leverde hem geen punten op. 

### Uitslag 50cc-klasse
| Pos | Coureur             | Merk         | Tijd      | Grid | Punten |
| --- | ------------------- | ------------ | --------- | ---- | ------ |
| 1   | Eugenio Lazzarini   | Garelli      | 35:23.140 | 2    | 15     |
| 2   | Claudio Lusuardi    | Villa        | +20.160   | 3    | 12     |
| 3   | George Looijesteijn | Kreidler     | +48.970   | 6    | 10     |
| 4   | Reiner Scheidhauer  | Kreidler     | +53.290   | 8    | 8      |
| 5   | Hans Spaan          | Kreidler     | +54.130   | 9    | 6      |
| 6   | Hagen Klein         | FKN-Kreidler | +54.140   | 5    | 5      |
| 7   | Gerhard Singer      | Kreidler     | +1:14.260 |      | 4      |
| 8   | Ingo Emmerich       | Kreidler     | +1:22.020 |      | 3      |
| 9   | Jos van Dongen      | Kreidler     | +1:22.440 | 12   | 2      |
| 10  | Paul Bordes         | Moto 2L      | +1:37.280 |      | 1      |
| 11  | Stefan Dörflinger   | Kreidler     | +1:54.530 | 1    |        |
| 12  | Massimo de Lorenzi  | Minarelli    | +1:57.750 |      |        |
| 13  | Sandro De Rosa      | Villa        | +1:57.880 |      |        |
| 14  | Mario Stocco        | Kreidler     | +2:06.960 |      |        |
| 15  | Guido Sala          | MTK          | +2:18.700 |      |        |
| 16  | Paolo Priori        | Paolucci     | +2:19.010 |      |        |
| 17  | Chris Baert         | Kreidler     | +2:51.640 |      |        |
| 18  | Roberto Rosso       | Minarelli    | +3:17.790 |      |        |
| 19  | Otto Machinek       | Kreidler     | +1 ronde  |      |        |
| DNF | Gerhard Bauer       | Ziegler      |           | 4    |        |
| DNF | Theo Timmer         | Casal        |           | 7    |        |
| DNF | Joaquín Galí        | Bultaco      |           | 10   |        |
| DNF | Hans Koopman        | Kreidler     | accu      | 15   |        |
| DNF | Paul Rimmelzwaan    | Roton        |           | 19   |        |

### Top tien tussenstand 50cc-klasse
| Pos. | Coureur             | Merk         | Ptn. |
| ---- | ------------------- | ------------ | ---- |
| 1    | Eugenio Lazzarini   | Garelli      | 27   |
| 2    | Stefan Dörflinger   | Kreidler     | 15   |
| 2    | George Looijesteijn | Kreidler     | 15   |
| 2    | Hagen Klein         | FKN-Kreidler | 15   |
| 5    | Claudio Lusuardi    | Villa        | 12   |
| 6    | Ingo Emmerich       | Kreidler     | 11   |
| 7    | Reiner Scheidhauer  | Kreidler     | 8    |
| 8    | Hans Spaan          | Kreidler     | 6    |
| 8    | Paul Rimmelzwaan    | Roton        | 6    |
| 10   | Paul Bordes         | Moto 2L      | 5    |

## Trivia

### Loris Reggiani
Loris Reggiani was nog steeds herstellende van de verwondingen die hij had opgelopen bij het ongeluk in de Franse GP, waarbij Iwao Ishikawa verongelukte. Reggiani werd pas in april met een speciaal vliegtuig naar Italië gevlogen.

### Toni Mang
Ook een andere HB-Suzuki-coureur, Toni Mang, was nog steeds geblesseerd na een ski-ongeval. Hij was in Italië op krukken aanwezig maar kon voor zijn sponsor niet meer doen dan sigaretten uitdelen.

### Barry Sheene
Barry Sheene was privérijder, maar reed in Italië met een gele HB-stroomlijnkuip, waaruit werd opgemaakt dat hij toch wat steun kreeg van Suzuki Britain (Heron). Maar de achterkant van zijn Suzuki was nog blauw en daar was ruimte gemaakt voor een tweede sponsor: DAF Trucks. 

### Helène Paci
Freddie Spencer ontving zijn overwinningsbeker uit handen van Helène Paci, sinds twee weken de weduwe van Guido Paci, die tijdens de 200 mijl van Imola verongelukt was. 

### Lekke band
De lekke band van Stefan Dörflinger zorgde voor gefronste wenkbrauwen. De Kreidler-coureurs waren net overgestapt van Metzeler op Michelin. 
1922 · 1923 · 1924 · 1925 · 1926 · 1927 · 1928 · 1929 · 1930 · 1931 · 1932 · 1933 · 1934 · 1935 · 1936 · 1937 · 1938 · 1939 · 1947 · 1948 · 1949 · 1950 · 1951 · 1952 · 1953 · 1954 · 1955 · 1956 · 1957 · 1958 · 1959 · 1960 · 1961 · 1962 · 1963 · 1964 · 1965 · 1966 · 1967 · 1968 · 1969 · 1970 · 1971 · 1972 · 1973 · 1974 · 1975 · 1976 · 1977 · 1978 · 1979 · 1980 · 1981 · 1982 · 1983 · 1984 · 1985 · 1986 · 1987 · 1988 · 1989 · 1990